# Безкровне
Безкро́вне —  село в Україні, у Кролевецькій міській громаді Конотопського району Сумської області. Населення становить 48 осіб. До 2020 орган місцевого самоврядування — Бистрицька сільська рада.

## Населення

### Мова
Розподіл населення за рідною мовою за даними :
| Мова       | Кількість | Відсоток |
| ---------- | --------- | -------- |
| українська | 47        | 97.92%   |
| російська  | 1         | 2.08%    |
| Усього     | 48        | 100%     |

## Географія
Село Безкровне знаходиться на відстані 4,5 км від міста Кролевець, примикає до села Соломашине. По селу протікає пересихаючий струмок. До села примикають лісові масиви. Поруч проходить автомобільна дорога Т 1907.

## Історія
12 червня 2020 року, відповідно до розпорядження Кабінету Міністрів України № 723-р «Про визначення адміністративних центрів та затвердження територій територіальних громад Сумської області», село увійшло до складу Кролевецької міської громади.
19 липня 2020 року, в результаті адміністративно-територіальної реформи та ліквідації Кролевецького району, увійшло до складу новоутвореного Конотопського району.

## Символіка
На гербі алегорично зображена назва села в образі пелікана, що годує свої дитинчат власною кров'ю (герб є зворотно промовистим). У християнській традиції — уособлення Христа, який жертвує собою заради людей і дає їм життя вічне, даруючи свої тіло і кров. На гербі пелікан і гніздо зображені дуже подібно до наших лелек, гнізда яких на стовпах можна побачити у селі.